# 大川麻里江
大川 麻里江（おおかわ まりえ、1984年8月4日 - ）は静岡県出身の女優である。音楽座ミュージカルに所属していた。

## 人物
- 東京芸術大学音楽学部音楽環境創造科卒業。大学在学中にも数々の舞台などに出演し、2007年からRカンパニーに所属。
- 趣味はハンドメイド。自身のブログで作ったものを紹介している。（主に、音楽座作品の登場人物風にアレンジじたキューピーなどがある。）
- 特技はダンス（バレエ、モダン、コンテンボラリー）。
- AKB48のオーディションに応募したものの、不合格となってしまった過去を持つ。

## 舞台
- アイ・ラブ・坊っちゃん（夏目漱石の娘・筆子）
- とってもゴースト（モデル）
- メトロに乗って（闇市の女）
- リトルプリンス（黄花・渡り鳥）
- 七つの人形の恋物語（街の女）
- マドモアゼル・モーツァルト（ケルビーノ）
- シャボン玉とんだ宇宙までとんだ（黒鍵）